# Paul Claval
Paul Claval est un géographe français, né le 23 mai 1932 à Meudon (Seine-et-Oise, aujourd'hui Hauts-de-Seine), longtemps professeur à l'institut de géographie de l'université Paris IV-Sorbonne.
Auteur prolifique sur des thèmes très variés, il poursuit, après d'autres (André Meynier par exemple), dans les années 1960, une épistémologie de la science géographique. Par ses travaux, il a aussi contribué au renouvellement de cette discipline. Il est notamment l'un des principaux spécialistes et théoriciens de la géographie culturelle. Il a d'ailleurs fondé en 1992 la revue Géographie et cultures.

## Publications

### Ouvrages
- Géographie générale des marchés, Les Belles Lettres, 1963.
- Essai sur l'évolution de la Géographie Humaine , 1964.
- Régions, nations, grands espaces. Géographie générale des ensembles territoriaux, Marie-Thérèse Genin, 1968.
- Principes de géographie sociale, Genin et Litec, 1973.
- La nouvelle géographie, PUF, QSJ, 1977.
- Espace et pouvoir, PUF, 1978.
- La Logique des villes - Essai d’urbanologie, Litec, 1981.
- Géographie historique des villes d’Europe occidentale, sous la dir. de Paul Claval, 2 tomes (actes du colloque tenu les 10, 11, 12 janvier 1981 à l’université de Paris-Sorbonne), publication du département de géographie de l’Université de Paris-Sorbonne, n° 12 et Cahiers du CREPIF n° 4.
- Les mythes fondateurs des sciences sociales, PUF, 1985.
- La Conquête de l’espace américain - Du Mayflower à Disneyworld, Flammarion, 1990.
- La Géographie de la France, Paris, PUF, 1993.
- La Géographie culturelle, Paris, Nathan, 1995, 384 p.
- Initiation à la géographie régionale, Paris, Nathan, 2e éd., 1995, 288 p.
- Géopolitique et géostratégie. La pensée politique, l'espace et le territoire au XXe siècle, Paris, Nathan, 1996, 224 p.
- La Géographie comme genre de vie, un itinéraire intellectuel, L’Harmattan, 1996.
- Histoire de la géographie française : de 1870 à nos jours, Nathan, 1998.
- Épistémologie de la géographie, Nathan, 2001.
- Aux débuts de l’urbanisme français, sous la dir. de Vincent Berdoulay et Paul Claval, L’Harmattan, 2001.
- La Géographie du XXIe siècle, L’Harmattan, 2003.
- La Fabrication du Brésil - Une grande puissance en devenir, Belin, 2004.
- Géographie régionale - De la région au territoire, Armand Colin, 2006.
- Brève histoire de l'urbanisme, Pluriel, 2014.
- Nouvel essai sur l'évolution de la géographie humaine. Espace, sciences sociales et philosophie, 2022, PUPPA (Presses Universitaires de Pau et des Pays de l'Adour, Pau, 161 p. (Spatialités)
- Penser politiquement le monde. Essai sur les configurations spatiales du pouvoir, Presses Universitaires de la Sorbonne, 2024, 357 p.

### Articles (sélection)
- « La théorie des villes », in Revue de géographie de l'Est, n° 8, 1968.
- « La grande ville allemande », in Annales de géographie, vol. 81, n° 447, septembre-octobre 1972.
- « Chronique de géographie économique n° VIII : la théorie des lieux centraux revisitée », in Revue géographique de l’Est, vol. 13, n° 1-2, 1973.
- « Le Marxisme et l'espace », L'Espace géographique, Année 1977, 6-3, pp.145-164.
- « Quelques réflexions complémentaires sur le marxisme et l'espace », L'Espace géographique, Année 1978, 7-4, pp. 279-280.
- "Marxisme et géographie urbaine : quelques réflexions", Villes en Parallèle, Année 1983, 7, pp. 27-32.
- « Le néo-marxisme et l'espace », L'Espace géographique, Année 1987, 16-3, pp.161-166.
- « Marxism and space », L'Espace géographique, Année 1993, H-S, pp. 73-96.
- « Villes et pluralité des cultures - Problèmes et contextes », in Géographie et cultures, vol. 7, n° 26, 1998.
- « Métropolisation et évolution contemporaine des systèmes de communication », in Historiens et Géographes, n° 374, mai 2001.
- « Métropolisation et globalisation », in Géographie et cultures, n° 48, 2003.
- « Le marxisme en arrière-plan », Géocarrefour [En ligne], Vol. 78/1 | 2003, mis en ligne le 29 mai 2007, consulté le 20 janvier 2024.

## Honneurs
- Doctorat honoris causa remis par la Faculté des arts et des sciences de l’Université de Montréal, pour souligner l’ampleur et la portée de son œuvre, et sa stature intellectuelle exceptionnelle, 2008